# داود بن أبي هند دينار القشيري
الإمام الحافظ الثقة داود بن أبي هند دينار بن عُذافر القُشَيري بالولاء، البصري، أبو بكر ويقال: أبو محمد الخرساني.
حافظ للحديث، مفسر، من أهل البصرة، وكان من حفاظ أهل البصرة ومفتيهم، حديثه في الكتب الستة، لكن في البخارى استشهادا.

## مشايخه
سعيد بن المسيب، وأبو العالية، والشَّعبي وجعفر بن إياس والمنذر بن مالك وجماعة، ورأى أنس بن مالك.

## تلاميذه
شعبة، سفيان، وحماد بن سلمه، وخالد بن عبد الله الواسطي وغيرهم.

## كلام العلماء فيه
قال النسائي، ويحيى بن معين، وغيرهما: ثقة. وقال حماد بن زيد: ما رأيت أحدا أفقه من داود. وعن سفيان بن عيينة، قال: عجبا لأهل البصرة يسألون عثمان البتي وعندهم داود بن أبي هند.
قال ابن جريج: ما رأيت مثل داود بن أبي هند، إن كان ليقرع العلم قرعا قال عبد الله بن أحمد: سألت أبي عن داود بن أبي هند. فقال: مثل داود يسأل عنه؟ داود ثقة ثقة. وقال العجلي: كان صالحا ثقة، خياطا. قال يزيد بن زريع: كان داود مفتي أهل البصرة.
قال الفلاس: سمعت ابن أبي عدي يقول: صام داود بن أبي هند أربعين سنة لا يعلم به أهله، وكان خزازا يحمل معه غداءه فيتصدق به في الطريق.

## من أقواله
وعن داود بن أبي هند قال: «اثنتان لو لم تكونا لم ينتفع الناس بدنياهم: الموت، والأرض تنشف الندى».

## وفاته
سنة (139ه)وقيل: (140ه) عن عمر (75)سنة.

## من مصنفاته
كتاب تفسير القرآن.